# 巴爾公國
巴爾公國（Duché de Bar）是西歐歷史上的一個公國，屬於神聖羅馬帝國的邦國之一，同時也是法國王權領地的一部分。首府位於巴勒迪克（Bar-le-Duc）。

1477年的法國。右上的暗青色為巴爾公國。

巴爾原本是一個伯國，自從十一世紀起即由斯卡彭家族統治，1354年晉升為公國。斯卡彭家族在十五世紀時絕嗣，洛林公爵勒內二世藉由母系血統繼承了巴爾公國。此後，洛林與巴爾成為共主邦聯。1738年維也納條約使原波蘭國王斯坦尼斯瓦夫一世成為洛林與巴爾公爵，當他於1766年去世後洛林與巴爾併入法國領土。